# Нова Руда
Нова Руда (пољ. Nowa Ruda) град је у Пољској у Војводству доњошлеском. По подацима из 2012. године број становника у месту је био 23 475.

## Становништво
| 2012.  |
| ------ |
| 23 475 |

## Партнерски градови
- Кастроп-Рауксел